# 960-ті до н. е.
960-ті роки до н. е.  — десятиліття, що тривало з 970 до н. е. до 961 до н. е.

## Події
- Єгипет: початок правління останнього фараона XXI династії Псусенеса II.

## Правителі
- фараони Єгипту Сіамон та Псусеннес II;
- царі Ассирії Ашшур-реш-іші II та Тіглатпаласар II;
- цар Вавилонії Набу-мукін-аплі;
- ван Чжоу Му-ван.